# I venti di Earthsea
I venti di Earthsea (The Other Wind) è un romanzo fantasy di Ursula K. Le Guin pubblicato da Harcourt nel 2001 e tradotto da Piero Anselmi per Mondadori nel 2004. È il quinto libro e il capitolo finale del ciclo di Earthsea e nel 2002 ha vinto il World Fantasy Award per il miglior romanzo; nello stesso anno è stato anche finalista per il premio Locus.

## Trama
La narrazione è ambientata una quindicina di anni dopo gli eventi descritti ne L'isola del drago. Ged riceve la visita dello stregone Alder che nei sogni ha contatti con il mondo dei morti. I draghi vogliono fare ritorno nelle terre che gli uomini hanno rubato loro in un lontano passato. I Karg vogliono fare sposare a re Lebannen la loro principessa e così cementare una relazione diplomatica tra i due paesi. I morti cercano di liberarsi dal crepuscolo perpetuo della vita dopo la morte. Accompagnato da tre maghi, due draghi in forma umana, e una principessa Karg, il re navigherà verso Roke dove, insieme con i Maestri di quell'isola, tenteranno di riparare un antico torto e ripristinare l'equilibrio.

## Analisi
In questo romanzo proseguono le avventure dei personaggi dei precedenti libri del Ciclo di Earthsea Lebannen, Tenar, Tehanu, e, in un ruolo minore rispetto agli altri libri, Ged. Con l'eccezione di Tehanu, i caratteri dei personaggi sono già completamente sviluppati. Tehanu, ormai giovane donna, è ancora molto timida ed emotivamente dipendente da sua madre adottiva, Tenar. Tuttavia accetta, anche se con riluttanza, di accompagnare il re in una missione per incontrare e parlamentare con i draghi. Nel primo incontro con uno di essi, nonostante l'apparente ostilità della creatura, e la sua paura del fuoco, lei è ansiosa di incontrarlo nella speranza di riconoscere e onorare la sua parentela con Kalessin, il drago antico, di cui si narra nel precedente libro L'isola del drago.
Nell'epilogo del libro, si trasforma in drago lei stessa, ed è quindi libera dal peso delle ferite subite durante l'infanzia.
Il tema della riconciliazione è alla base di questo libro. Oltre alla riconciliazione personale di Tehanu con la sua stessa natura, lo stregone Alder si riconcilia con la moglie morta, Lebannen con la sua futura sposa, e attraverso il matrimonio, una pace duratura con il popolo Kargad verrà stabilita.
Le differenti scuole di magia di Paln, Roke, e Kargad dimostrano di avere una conoscenza imperfetta della vera storia del mondo. Solo con l'unione di tutte le forze e con la comprensione reciproca riusciranno a riparare il torto creato con la magia ed a permettere ai morti, alla fine, di ottenere la liberazione, e a ristabilire lo schema di morte e rinascita per tutti.

## Edizioni
- I venti di Earthsea, traduzione di Pietro Anselmi, Fantasy Urania 4, Arnoldo Mondadori Editore, 2004,  p. 234.

- I Draghi di Earthsea, traduzione di Riccardo Valla, Pietro Anselmi, Narrativa Nord 192, Editrice Nord, 2004,  p. 410, ISBN 8842913081.

- La leggenda di Earthsea, traduzione di Roberta Rambelli, Riccardo Valla, Pietro Anselmi, Editrice Nord, 2007,  p. 832, ISBN 978-88-429-1522-5.